# Jäneda
Jäneda är en ort i Estland.   Den ligger i landskapet Lääne-Virumaa, i den centrala delen av landet, 60 km öster om huvudstaden Tallinn. Jäneda ligger 82 meter över havet och antalet invånare är 448.
Terrängen runt Jäneda är mycket platt. Runt Jäneda är det glesbefolkat, med 13 invånare per kvadratkilometer. Närmaste större samhälle är Tapa, 14,5 km öster om Jäneda. Omgivningarna runt Jäneda är en mosaik av jordbruksmark och naturlig växtlighet.